# المجنونة (فلم 1949)
المجنونة هو فيلم أُنتج عام من بطولة محمد فوزي وليلى مراد.

## قصة الفيلم
عادل (محمد فوزي) طبيب نفسي يلتقي مع ليلى (ليلى مراد) زميلته القديمة، والتي تعيش مع عمّها عبد الحفيظ (السيد بدير) وزوجته (ماري منيب). يلاحظ عادل أن ليلى تشك في كل شيء، فيحاول علاجها، وخلال العلاج يكتشف عادل أن عمها هو الوصي على ثروتها، وأنه يسعى مع ابنيه لتدمير عقلها ليظل وصياً عليها.

## أغاني الفيلم
أغاني الفيلم من تأليف مأمون الشناوي، ومصطفى السيد، وتلحين محمد فوزي.
| اسم الأغنية       | المؤلف        | المغني              |
| ----------------- | ------------- | ------------------- |
| فرحانة وخايفة     | مأمون الشناوي | فوزي وليلى          |
| يا حبيبي أنا      | مأمون الشناوي | ليلى مراد           |
| حاروح وراك        | مأمون الشناوي | محمد فوزي           |
| أبين زين          | مصطفى السيد   | ليلى مراد           |
| يا ربي            | مأمون الشناوي | ليلى مراد           |
| يا محير قلبي معاك | مصطفى السيد   | محمد فوزي           |
| يا خدود العذارى   |               | فوزي، ليلى، إسماعيل |